# František Wolf
František Wolf   (Prostějov, 30 de novembre de 1904 - Berkeley, 12 d'agost de 1989) va ser un matemàtic txec, nacionalitzat estatunidenc.
Wolf va néixer a Prostějov, llavors part de l'imperi austrohongarès i ara part de la República Txeca, fill d'un fabricant de mobles. Va estudiar física a la universitat Carolina de Praga i, després, matemàtiques a la universitat Masaryk de Brno, en la qual va obtenir el doctorat el 1928 sota la supervisió d'Otakar Boruvka. Després va ser professor de matemàtiques de secundària fins al 1937, quan va obtenir una plaça de professor a la universitat Carolina, després de fer una estança a la universitat de Cambridge. Però el 1938, quan l'exèrcit nazi alemany va envair Txecoslovàquia, Wolf va aconseguir una invitació per visitar l'Institut Mittag-Leffler a Suècia; va romandre a Suècia, amb una assignació modesta del govern suec, com a part de la resistència clandestina als alemanys fins al 1941 quan va emigrar als Estats Units. Amb l'ajut d'alguns col·legues alemanys, encara va poder publicar algun articles a revistes alemanyes de matemàtiques. A Amèrica, va ser professor del Macalester College durant un curs i, a continuació, es va incorporar com professor de la universitat de Califòrnia a Berkeley el 1942. A Berkeley, va ser fundador, amb Edwin Beckenbach, del Pacific Journal of Mathematics el 1951. Es va jubilar el 1972 però després es va traslladar fins al 1976 a Guatemala on va ajudar a establir un programa de postgrau en matemàtiques a la Universitat del Valle.